# Bein (Werkstoff)

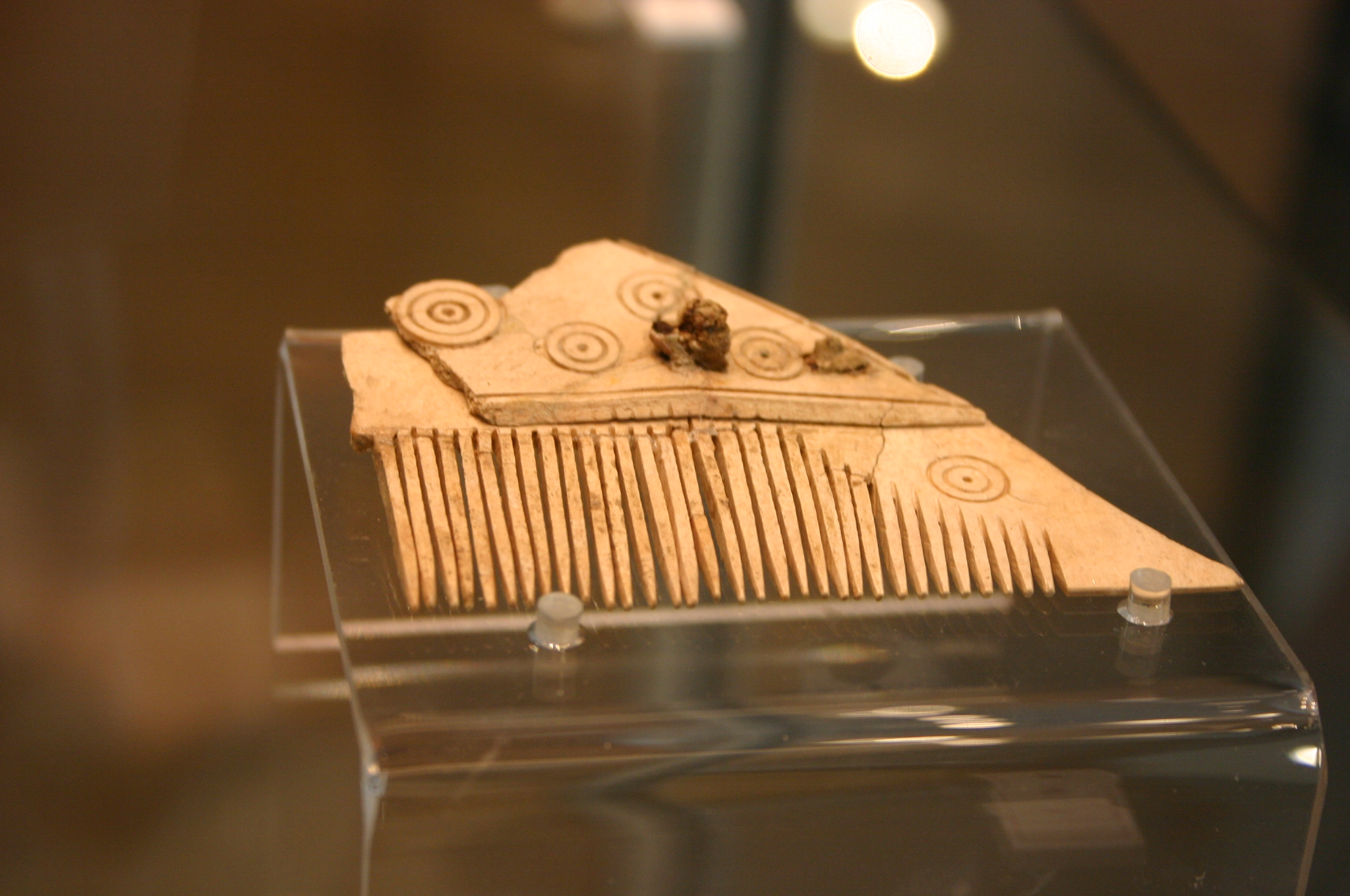
Knochenkamm, 5. Jahrhundert

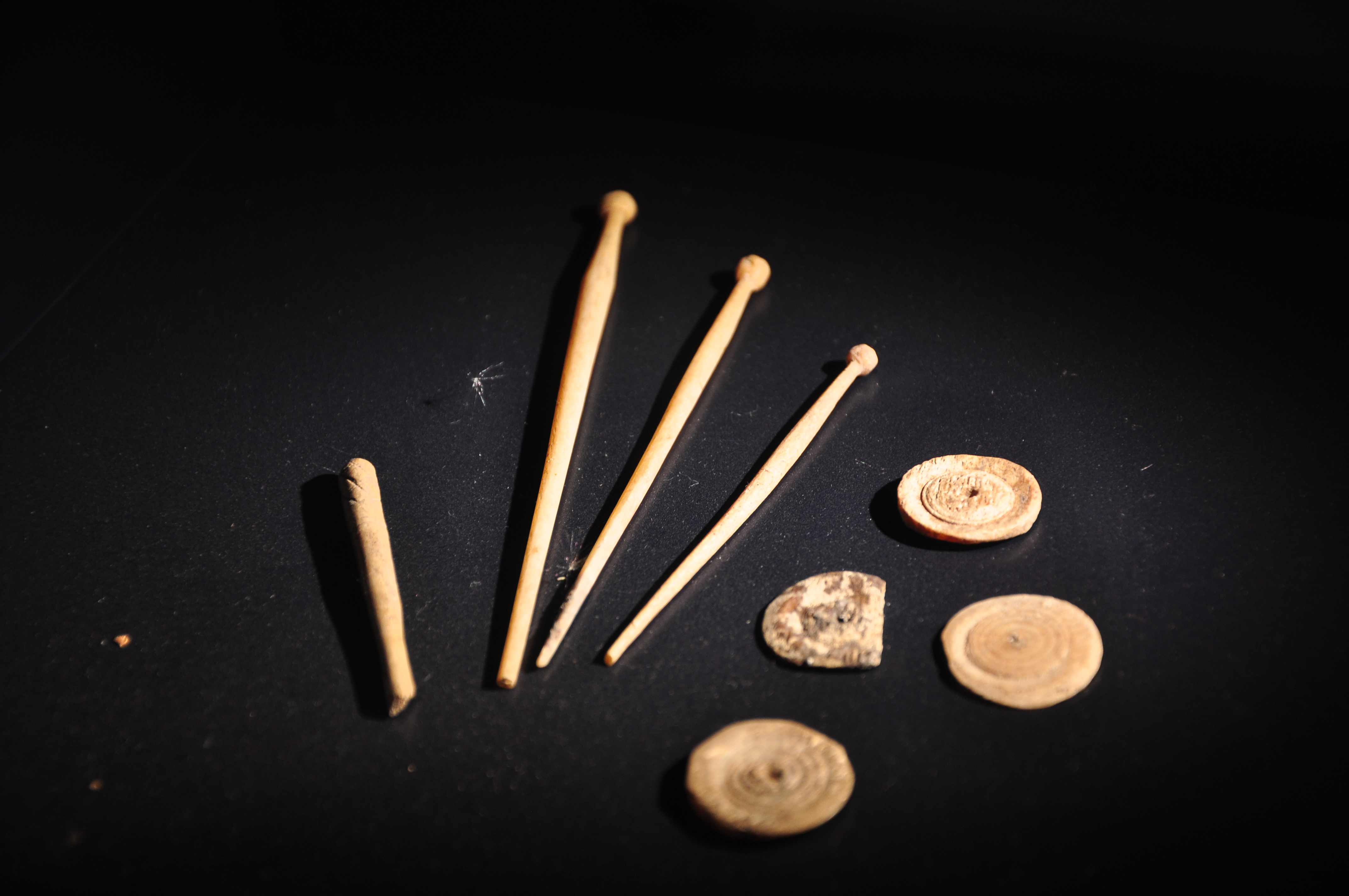
Fundort Thermengasse im römischen vicus Turicum (Zürich): Schreibgriffel (?), Haarnadeln und Spielsteine aus Bein.

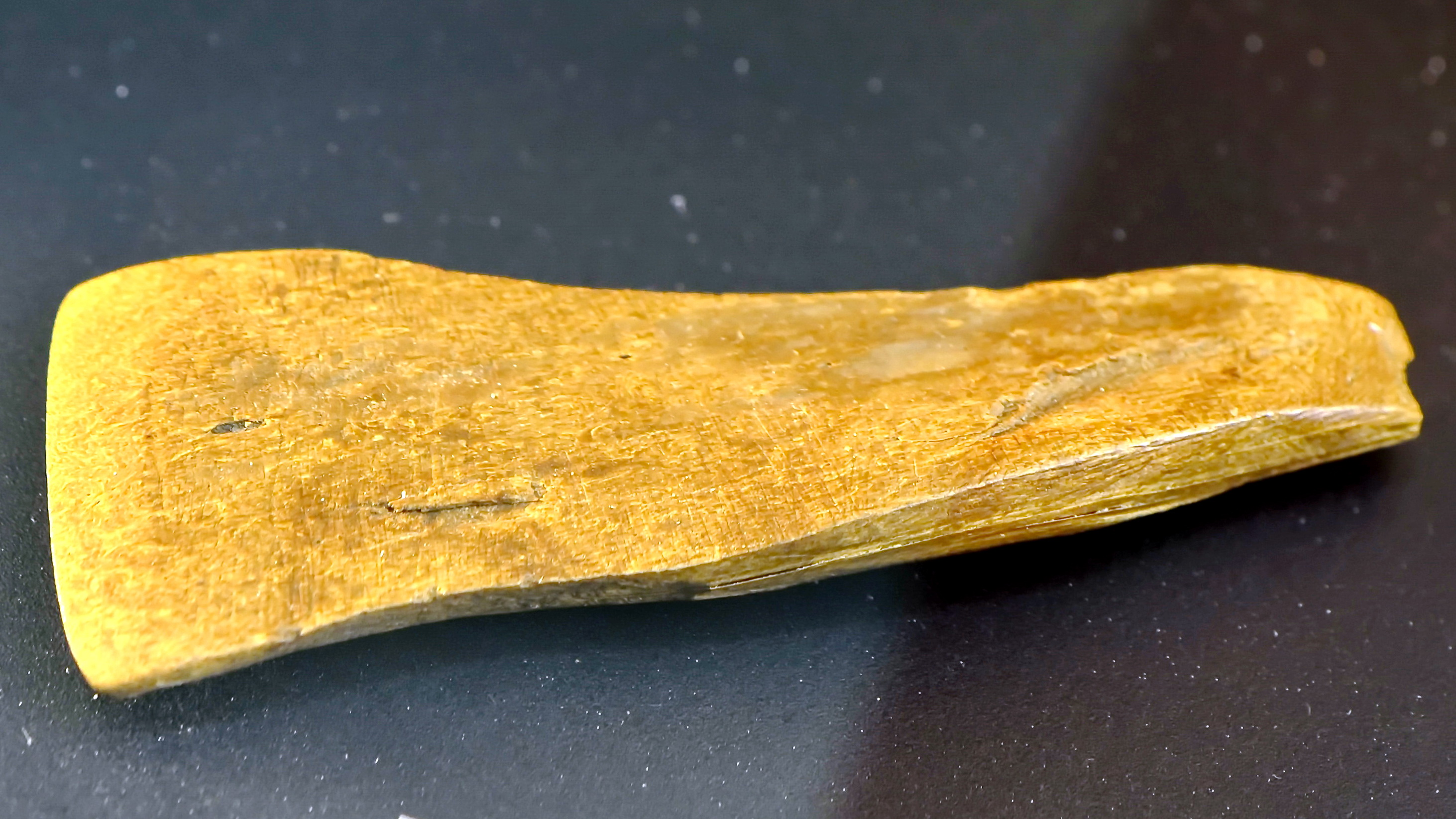
Knochenmeißel der Horgener Kultur, aus der Grabung Parkhaus Opéra beim Kleinen Hafner in Zürich

Bein (als Werkstoff) ist die Bezeichnung für Knochen (wie „Gebein“ von germanisch baina [Knochen, Unterschenkel]: wahrscheinlich verwandt mit altnordisch beinn [gerade] in Bezug auf die geraden Röhrenknochen).

## Verwendung
Knochen gehört neben Elfenbein, Geweih, Stein und Holz zu den ältesten Werkstoffen für künstlerisch gestaltete Gegenstände. Aus diesem festen, aber nicht zu harten, leicht zu bearbeitenden Material entstanden bereits in der Altsteinzeit kleinformatige Gegenstände und Statuen.
In archäologischen Fundzusammenhängen treten bei geeigneten Erhaltungsbedingungen immer wieder Artefakte aus diesen Materialien auf, dazu gehören Geräte und Geräteteile wie Ahlen, Nadeln, Messergriffe, Beinkämme, aber auch Kleidungsbestandteile wie Gürtelschnallen, Möbelteile, Kästchen und Anderes.
Bis ins zwanzigste Jahrhundert waren die Klaviaturen von Tasteninstrumenten mit Bein oder Elfenbein belegt. Rinderknochen kommen auch heute noch als Material für Sättel von Musikinstrumenten aus der Familie der Lauten zum Einsatz – wie zum Beispiel bei Gitarren und Mandolinen. Beispiele für die Verwendung von Knochen bei bis zur Gegenwart gebräuchlichen Werkzeugen sind das Falzbein, das ebenfalls meist aus Rinderknochen hergestellt wird, das sog. Shoebone (zur Reparatur von Glattlederschuhen, aus fettreichem Hirschknochen) und vereinzelt Eierlöffel aus Bein (Vgl. Horn oder Perlmutt). Falzbeine werden im lederverarbeitenden Handwerk, im traditionellen Buchbinderhandwerk sowie im grafischen Gewerbe für die manuelle Bearbeitung von Leder, Papier und Karton eingesetzt. Ein dünner Stift aus Pferdeknochen wird zur Qualitätskontrolle bei der Schinkenproduktion verwendet (die luftgetrocknete Ware, z. B.: Parmaschinken, wird angestochen, und der anhaftende Geruch am Knochen überprüft). Mitunter wird Bein auch zur Herstellung von dekorativen Messergriffen verwendet.
Heute ist die Verwendung von Knochen als Werkstoff rückgängig; für die genannten Verwendungszwecke kommen als Ersatz häufig Kunststoffe, Metalle und andere Materialien zum Einsatz.

## Tier- und Artenschutz
Ähnlich wie bei Krokodilsleder spielt der Tierschutz eine wichtige Rolle in der Einschränkung der künstlerischen Bearbeitung von Knochen. Um das Aussterben der Elefanten zu verhindern, schränkte das als Konvention von Washington bekannte Artenschutzabkommen im Jahr 1973 den Handel mit Elfenbein ein. Der Handel mit Stoßzähnen von Tieren, die auf natürliche Weise verendet sind, bleibt in manchen Ländern unter sehr strikten Auflagen erlaubt. Dies gestattet es unter anderem, das Gewerbe der wenigen, ihr Kunsthandwerk noch ausübenden Elfenbeinschnitzer aufrechtzuerhalten und die Restaurierung kostbarer, mit Einlegearbeiten versehener Möbel durchzuführen. Alternativ wird teilweise auch fossiles Mammut-Elfenbein verwendet, das meist von Fundorten aus Sibirien stammt.